# Heleomyzinae
Heleomyzini
Sous-famille
Tribu
Les Heleomyzinae sont une sous-famille de diptères au sein de la famille des Heleomyzidae.
Les Heleomyzini sont une des tribus de la sous-famille des Heleomyzinae.

## Liste des genres et tribus
Selon BioLib (19 mai 2019) :
- tribu Heleomyzini Bezzi, 1911
  - genre Acantholeria Garrett, 1921
  - genre Anorostoma Loew, 1862
  - genre Gymnomus Loew, 1863
  - genre Heleomyza Fallén, 1810
  - genre Morpholeria Garrett, 1921
  - genre Neoleria Malloch, 1919
  - genre Schroederella Enderlein, 1920
  - genre Scoliocentra Loew, 1862
- tribu Oecotheini
  - genre Eccoptomera Loew, 1862
  - genre Oecothea Haliday, 1837
- tribu Orbelliini
  - genre Oldenbergiella Czerny, 1924
  - genre Orbellia Robineau-Desvoidy, 1830